# 斯文永阿市镇
斯文永阿市镇（瑞典語：Svenljunga kommun）是瑞典西部西约塔兰省的一个市镇。其治所位于斯文永阿。